# فرودگاه هامبرساید
فرودگاه هامبرساید (به انگلیسی: Humberside Airport) یک فرودگاه همگانی مسافربری با کد یاتا HUY است که یک باند فرود آسفالت & بتن دارد و طول باند آن ۲۱۹۶ متر است. این فرودگاه در کشور انگلستان قرار دارد و در ارتفاع ۳۷ متری از سطح دریا واقع شده‌است.

## شرکت‌های هواپیمایی و مقصدهای پروازی
The following airlines operate regular scheduled and charter flights to and from Humberside:
| شرکت‌های هواپیمایی                          | مقصدهای پروازی                             |
| ------------------------------------------ | ------------------------------------------ |
| بی‌اچ ایر                                   | چارتر فصلی: بورگاس                         |
| Eastern Airways                            | آبردین، درم تیز ولی                        |
| فلای‌بی                                     | فصلی: جرزی                                 |
| jetXtra.com اجرا توسط بی‌ای سیتی‌فلایر       | چارتر فصلی: آلیکانته-الچه، پالما د مایورکا |
| کاال‌ام اجرا توسط کی‌ال‌ام سیتی‌هاپر           | اسخیپول آمستردام                           |
| Thomson Airways اجرا توسط سان‌وینگ ایرلاینز | فصلی: پالما د مایورکا                      |

There are some more occasional leisure charter services to summer and winter destinations which are served only a few times throughout the year.